# 2015-ös íjász-világbajnokság
A 2015-ös íjász-világbajnokságot Koppenhágában, Dániában rendezték július 26. és augusztus 2. között.

## Összesített éremtáblázat
*   Rendező
| #        | Ország                    | Arany | Ezüst | Bronz | Összesen |
| 1.       | Dél-Korea                 | 6     | 0     | 3     | 9        |
| 2.       | Dánia                     | 1     | 0     | 1     | 2        |
| 3.       | Irán                      | 1     | 0     | 0     | 1        |
| 3.       | Oroszország               | 1     | 0     | 0     | 1        |
| 3.       | Ukrajna                   | 1     | 0     | 0     | 1        |
|          |                           |       |       |       |          |
| 6.       | Tajvan                    | 0     | 2     | 1     | 3        |
| 7.       | India                     | 0     | 2     | 0     | 2        |
| 7.       | Hollandia                 | 0     | 2     | 0     | 2        |
| 9.       | Kanada                    | 0     | 1     | 0     | 1        |
| 9.       | Franciaország             | 0     | 1     | 0     | 1        |
| 9.       | Olaszország               | 0     | 1     | 0     | 1        |
| 9.       | Amerikai Egyesült Államok | 0     | 1     | 0     | 1        |
|          |                           |       |       |       |          |
| 13.      | Kína                      | 0     | 0     | 1     | 1        |
| 13.      | Kolumbia                  | 0     | 0     | 1     | 1        |
| 13.      | Egyesült Királyság        | 0     | 0     | 1     | 1        |
| 13.      | Japán                     | 0     | 0     | 1     | 1        |
| 13.      | Dél-afrikai Köztársaság   | 0     | 0     | 1     | 1        |
| Összesen | Összesen                  | 10    | 10    | 10    | 30       |

## Férfi
| versenyszám      | arany                                                                                     | ezüst                                                           | bronz                                                                                           |
| Egyéni reflexíj  | Kim Udzsin (Kim Woo-jin) (Dél-Korea)                                                      | Rick van der Ven (Hollandia)                                    | Furukava Takaharu (Japán)                                                                       |
| Csapat reflexíj  | Dél-Korea Ku Boncshan (Ku Bon-chan), O Dzsinhjok (Oh Jin-hyeok), Kim Udzsin (Kim Woo-jin) | Olaszország Mauro Nespoli, David Pasqualucci, Michele Frangilli | Tajvan Kuo Cseng-vej (Kuo Cheng-wei), Vang Hou-csie (Wang Hou-chieh), Jü Kuan-lin (Yu Guan-lin) |
| Egyéni csigás íj | Stephan Hansen (Dánia)                                                                    | Rajat Chauhan (India)                                           | Adam Ravenscroft (Egyesült Királyság)                                                           |
| Csapat csigás íj | Irán Esmaeil Ebadi, Majid Gheidi, Amir Kazempour                                          | Kanada Christopher Perkins, Kevin Tataryn, Dietmar Trillus      | Dánia Martin Damsbo, Stephan Hansen, Patrick Laursen                                            |

## Női
| versenyszám      | arany                                                                 | ezüst                                                         | bronz                                                                                      |
| Egyéni reflexíj  | Ki Bobe (Ki Bo-bae) (Dél-Korea)                                       | Lin Si-csia (Lin Shih-chia) (Tajvan)                          | Cshö Miszon (Choi Mi-seon) (Dél-Korea)                                                     |
| Csapat reflexíj  | Oroszország Inna Sztyepanova, Tujana Dasidorzsijeva, Kszenyija Perova | India Deepika Kumari, Laxmirani Majhi, Rimil Buriuly          | Dél-Korea Ki Bobe (Ki Bo-bae), Kang Cshejong (Kang Chae-young), Cshö Miszon (Choi Mi-seon) |
| Egyéni csigás íj | Kim Junhi (Kim Yun-hee) (Dél-Korea)                                   | Crystal Gauvin (USA)                                          | Sara López (Kolumbia)                                                                      |
| Csapat csigás íj | Ukrajna Olena Borysenko, Viktoriya Dyakova, Mariya Shkolna            | Hollandia Evelien Groeneveld, Irina Markovic, Inge van Caspel | Dél-Korea Cshö Bomin (Choi Bo-min), Kim Junhi (Kim Yun-hee), Szol Dajong (Seol Da-yeong)   |

## Vegyes
| versenyszám | arany                                                         | ezüst                                                             | bronz                                                       |
| Reflexíj    | Dél-Korea Ki Bobe (Ki Bo-bae), Ku Boncshan (Ku Bon-chan)      | Tajvan Lin Si-csia (Lin Shih-chia), Kuo Cseng-vej (Kuo Cheng-wei) | Kína Csu Csüe-man (Zhu Jueman), Ku Hszüe-szung (Gu Xuesong) |
| Csigás íj   | Dél-Korea Kim Junhi (Kim Yun-hee), Kim Dzsongho (Kim Jong-ho) | Franciaország Amelie Sancenot, Dominique Genet                    | Dél-afrikai Köztársaság Sera Cornelius, Patrick Roux        |